# Grainville-sur-Ry
Grainville-sur-Ry é uma comuna francesa na região administrativa da Normandia, no departamento de Sena Marítimo. Estende-se por uma área de 5,38 km². Em 2010 a comuna tinha 448 habitantes (densidade: 83,3 hab./km²).